# Villafranca de Duero (kommun)
Villafranca de Duero är en kommun i Spanien.   Den ligger i provinsen Provincia de Valladolid och regionen Kastilien och Leon, i den centrala delen av landet, 180 km nordväst om huvudstaden Madrid. Antalet invånare är 311.